# Kållereds kyrka
Kållereds kyrka är en kyrkobyggnad belägen i Kållered, på en höjd i samhället. Den är även Mölndals kommuns äldsta byggnad. Kyrkan tillhör Kållereds församling i Göteborgs stift och Svenska kyrkan.

## Kyrkobyggnaden
Kyrkans långhus härrör troligen till större delen från 1200-talets slut, medan koret och vapenhuset är uppförda på 1600-talet. Sakristian byggdes till 1933. En klockstapel med två klockor från slutet av 1600-talet finns på kyrkogården.

## Takmålningar
Interiören pryds framförallt av sitt rikt bemålade trätak, utfört på 1710 av kyrkokonstnären Erik Eriksson Grijs, som också två år tidigare bemålat övrig interiör. Detta är Grijs sista kända kyrkomålning. Takmålningarna återger det heliga gudsnamnet, Jehovatecknet JHWH med hebreiska bokstäver, Jesu förklaring och yttersta domen. De verkar aldrig ha varit övermålade. 

## Inventarier
- Altaruppsatsen, vars äldsta delar stammar från 1663 (med altartavlan av Hans Beldsnidare), förfärdigades i övrigt år 1711 och predikstolen uppsattes 1710.
- Från 1600-talet är också den basunblåsande ängeln i koret, bänkdörrarna och kyrkans votivskepp, vilket är unikt då det har besättning.
- Predikstolen snidades 1710 av Marcus Jäger den äldre och bemålades av Erik Eriksson Grijs liksom även läktarbröstningens ramverk. År 1894 målade emellertid Alfred Berg om predikstolen och läktarbröstningen. De togs dock åter bort 1933-1934 i samband med en konservering av interiören utförd av konservator Sven Gustafsson.
- Dopfunten är från 1955 och ritad av Erik Sand.
- De två murade gravkoren på kyrkogården uppfördes på 1770-talet av kassören vid Ostindiska Kompaniet, Anders Almroth, samt köpmannen Peter Bagge.

## Kyrkogården
Kyrkogårdens areal är 20 000 kvadratmeter, inklusive naturmark. Den anses vara lika gammal som kyrkan. Den äldsta gravplatsen är från 1885. Kyrkogården har byggts ut i tre etapper, där den Nya delen togs i bruk 1987. Gravplatserna är totalt cirka 700 stycken. 
Vid den södra delen av kyrkogården finns en minneslund, invigd 1997.

## Bilder

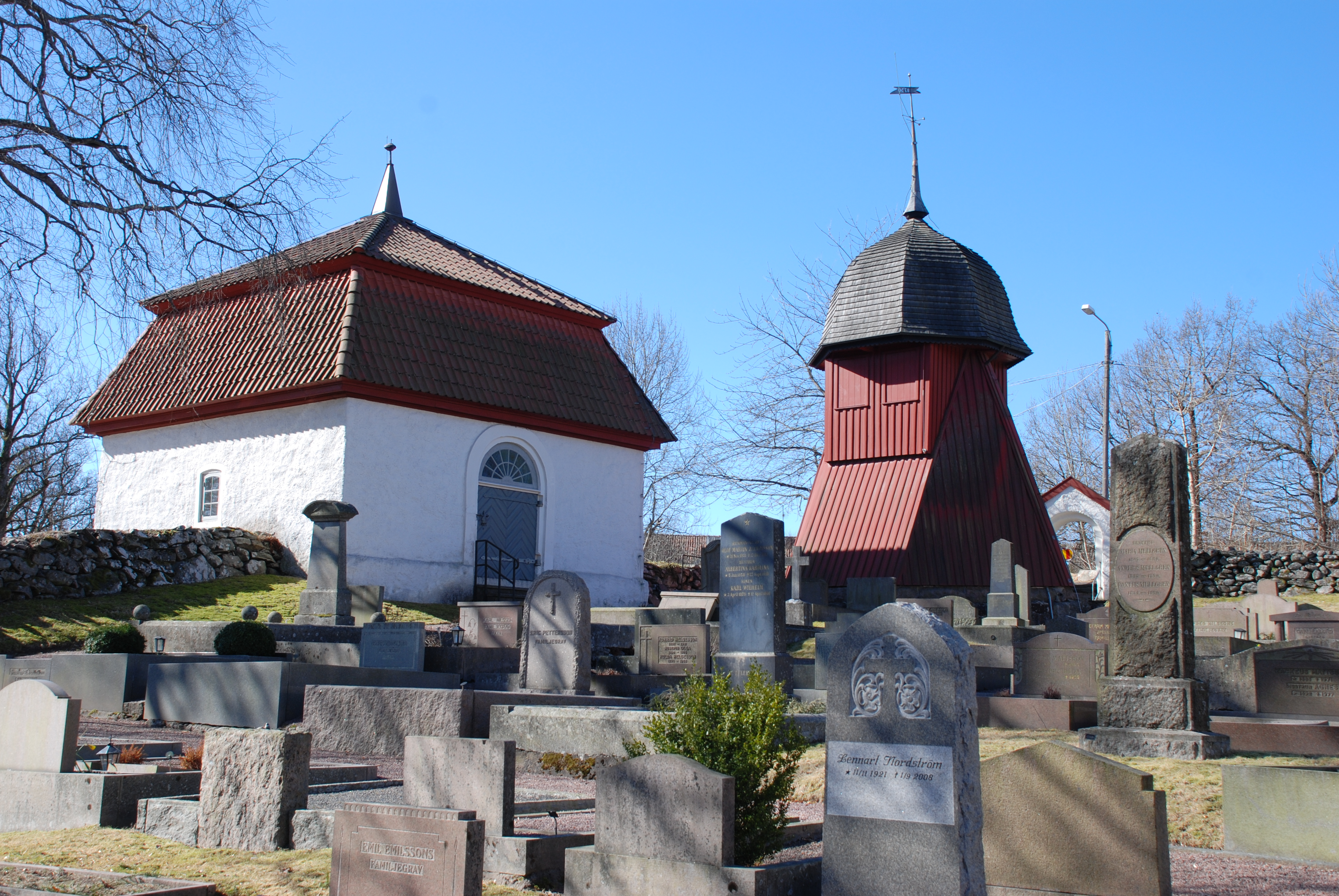
Vapenhuset (vänster) och klockstapeln (höger).
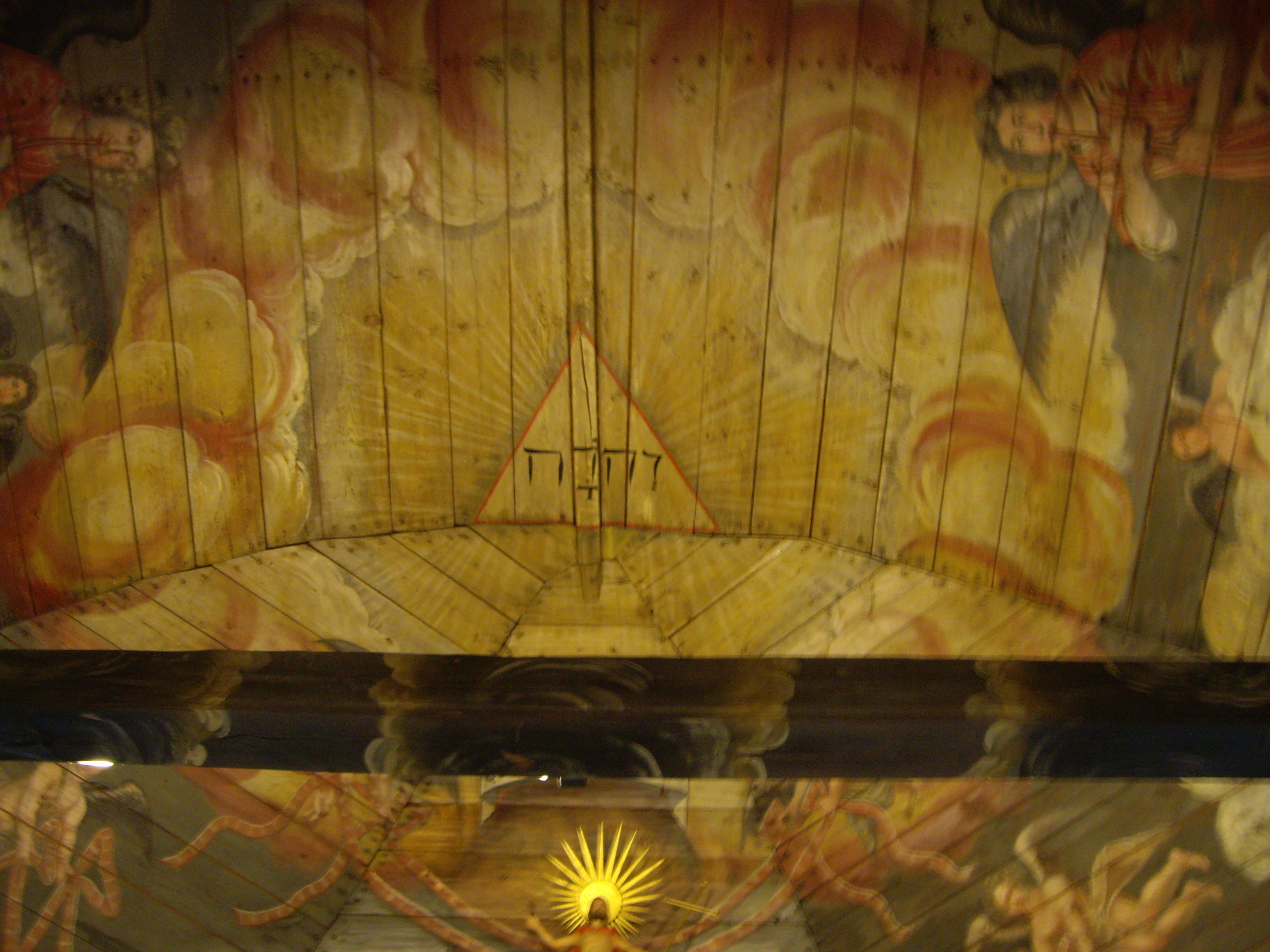
Takmålning med Guds namn JHWH på hebreiska.
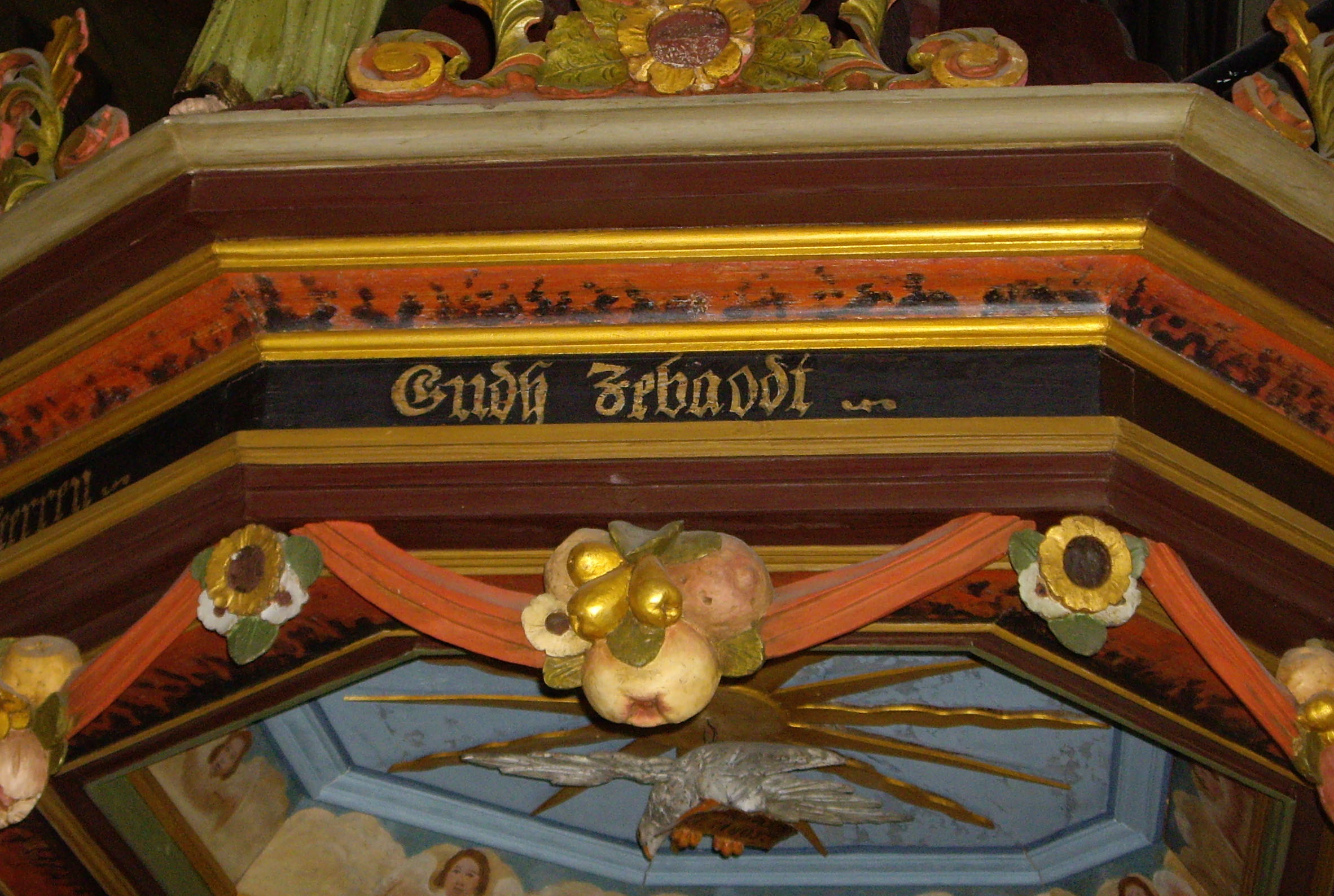
Predikstolens baldakin, med texten "Herren Gudh Sebaodt".